# Per-Olov Kindgren
Per-Olov Kindgren (Bogotá (Colombia), 10 juni 1956) is een Zweedse muzikant, componist en muziekleraar bekend om zijn werken op de klassieke gitaar variërend van Bach tot The Beatles.

## Biografie

### Jeugd
Per-Olov werd geboren in Bogotá, Colombia. Hij is de zoon van een Zweedse vader en een Deense moeder. Per-Olovs vader, Owe, werkte als ingenieur for LM Ericsson in Colombia om daar telefoonstations te installeren. De familie verhuisde naar Stockholm toen Per-Olov 3 jaar oud was. Hij woonde hier van 1960 tot 1970. Toen hij 6 jaar oud was werd hij geïnspireerd gitaar te gaan spelen toen hij een helder rode elektrische gitaar in een etalage had zien staan. The Beatles waren zijn helden en hij adoreerde vooral Paul McCartney. Per-Olov kreeg op zijn 7e verjaardag een klassieke gitaar van zijn ouders. In 1970 werd er een documentaire over John Williams uitgezonden op de nationale Deense televisie, vanaf toen wist Per-Olov wat hij wilde worden. Wanneer hij 14 jaar oud was, verhuisde de familie naar de grensplaats Helsingør in Denemarken. Op deze manier kon hij gemakkelijk naar een Zweedse middelbare school in Helsingborg hier ontmoette hij zijn eerste klassieke gitaar-leraar Torvald Nilsson.

### Carrière
In 1976 begon hij te studeren aan het Koninklijk Deens Conservatorium in Kopenhagen, waar hij tijdens zijn studie naartoe verhuisde. Hij studeerde hier zeven jaar lang onder professor Per-Olof Johnson tot zijn graduatie in 1983. Al gedurende zijn studie ging hij les geven in muziek aan muziekscholen in Vallensbæk en Gentofte, tegenwoordig werkt hij enkel nog als docent muziek aan de muziekschool in Gentofte. Zijn werk als muziekleraar voorziet hem in een vast inkomen voor zijn levensonderhoud samen met de concerten welke hij uitvoert. In 1979 vormde hij samen met de gitaristen Steffen Broe Christensen, Dag Egil Berge en Torsten Borbye Nielsen, het Nordic Guitar Quartet; dat in de jaren daarna meer dan 400 concerten gaf. Per-Olov componeert niet alleen stukken voor solo gitaar maar ook voor duetten, trio's en kwartetten tot septetten en octetten. In 1998 componeerde hij stukken voor koor, orkest en rockband voor het 25-jarig jubileum van de muziekschool in Vallenbæk. In 2000 componeerde hij een kerstoratorium voor orgel, gitaar, fluit, koor en verteller.

## Muziekstijl
Kindgrens stijl is voornamelijk klassiek met invloeden van jazz, blues en easy listening. Naast het klassieke repertoire speelt Per-Olov ook uit het werk van The Beatles. Kindgren placht zijn werk te beschrijven als composities zonder woorden.

## Instrumenten
Per-Olov speelt op een klassieke gitaar, gebouwd door de Zwitserse gitaarbouwer Philippe Jean-Mairet. Hij kocht deze gitaar in 1987. Een vriend van hem, Jørgen, had een gitaar gekocht van deze Zwitserse gitaarbouwer, wie hij had ontmoet in Bern gedurende zijn studententijd, Kindgren waardeerde de superieure kwaliteit van het instrument. Per-Olov vroeg zijn vriend om voor hem een gitaar te bestellen. Na negen maanden kon hij zijn gitaar komen testen bij de grootmeester zelf, sindsdien is de Jean-Mairet-gitaar de enige gitaar waar Kindgren op speelt.

Voordat Per-Olov de Jean-Mairet-gitaar had, speelde hij op een gitaar gebouwd door Martin Fleeson, welke hij had gekocht in Manchester, Engeland in 1986 voor 25.000 Deense kronen; wat toentertijd ongeveer overeenkwam met € 3.350,-. Eén jaar later kocht Per-Olov zijn Jean-Mairet-gitaar.

## Discografie
- 1992 - Images, Nordic Guitar Quartet (Primaveramusic)
- 2008 - After Silence (villa luisa records)
- 2010 - Distant Love uitgegeven in eigen beheer
- 2012 - Air "uitgegeven in eigen beheer"